# Cuộc vây hãm An Thị
Cuộc vây hãm thành An Thị là trận chiến giữa quân đội Cao Câu Ly và nhà Đường trong chiến tranh Đường – Cao Câu Ly lần thứ nhất. Cuộc đối đầu kéo dài khoảng 3 tháng từ ngày 20 tháng 6 năm 645 cho đến ngày 18 tháng 9 năm 645.